# 3e division d'infanterie algérienne
Pour les articles homonymes, voir 3e division.
La 3e division d'infanterie algérienne (3e DIA) est une division française d'infanterie  de l'armée d'Afrique qui participe à la Seconde Guerre mondiale.
Formée à la suite de la libération de l'Afrique du Nord française, elle s'illustre particulièrement en Italie en 1944 au sein du corps expéditionnaire français du général Juin, en Provence, lors des libérations de Toulon et Marseille, dans les Vosges, lors des difficiles combats pour la libération de Basse-sur-le-Rupt et Cornimont, et en Alsace au sein de la 1re armée française du général de Lattre de Tassigny.
Considérée par les généraux de Monsabert et Juin comme la « digne héritière » de la légion romaine d'Afrique du Nord, la IIIe Augusta, la 3e DIA est aussi appelée Division des Trois Croissants car elle a pour ossature trois régiments de tirailleurs : le 3e RTA, le 4e RTT et le 7e RTA.
La 3e DIA, avec 4 citations à l'ordre de l'armée entre 1943 et 1945, est avec la 1re division française libre (4 citations également) la division française la plus décorée de la Seconde Guerre mondiale et tous ses régiments ont obtenu une fourragère.
Son héritière est la 3e division (3e DIV).
« Les tirailleurs de la 3e DIA, la division des trois croissants, écriront sur les pentes des Apennins quelques-unes des plus belles pages d'héroïsme de l'histoire de l'armée française. »
— Pierre Montagnon

## Création et différentes dénominations
- novembre 1942 à avril 1943 : division de marche de Constantine
- 15 avril 1943 : constitution de la 3e division d'infanterie algérienne par décision du général d'armée Giraud sous les ordres du général de Monsabert, avec deux régiments de tirailleurs à fourragère rouge, le 7e RTA et le 4e RTT, un régiment à fourragère jaune, le 3e RTA, le 67e RAA, également à fourragère jaune, trois drapeaux décorés de la Légion d'honneur (3e RTA, 4e RTT et 7e RTA).
- 28 mars 1946 : remplacée par l'élément divisionnaire no 3.

## Insigne et devise
Son insigne représente une statuette ailée, la « Victoire de Cirta », qui a été découverte en 1855 à Constantine (ancienne Cirta dans la province de Numidie), et serait la représentation d'une déesse romaine protectrice des empereurs et vénérée par les armées romaines.
Sa devise est « It crescendo ».

## Chefs de corps
- novembre 1942 - avril 1943 :  général Welvert, mort au combat le 10 avril 1943 ;
- 3 mai 1943 - 1er septembre 1944 : général de Monsabert ;
- 14 septembre 1944 - 1er octobre 1945 : général Guillaume.

## Historique des garnisons, combats et batailles

### Seconde Guerre mondiale

#### Composition
Débarquée en Italie en décembre 1943, ses effectifs sont alors de 16 840 hommes dont environ 60 % de Maghrébins et 40 % d'Européens .
- Infanterie divisionnaire : commandée par le général Chevillon jusqu'en mai 1944 puis blessé, il est remplacé par le général Duval à partir du 16 mai 1944. Le général Chevillon, guéri, reprend son poste en février 1945 :
  - 3e régiment de tirailleurs algériens (3e RTA) : colonel de Linares, puis Agostini et de la Boisse ;
  - 4e régiment de tirailleurs tunisiens (4e RTT) : colonel Jacques Roux puis Georges Guillebaud ;
  - 7e régiment de tirailleurs algériens (7e RTA) : colonel Léon Chappuis (remplacé en mars 1945 par le 49e régiment d'infanterie).

Un régiment de tirailleurs nord-africains comporte un peu plus de 3 000 hommes (dont près de 500 officiers et sous-officiers) et 200 véhicules. La proportion de Maghrébins atteint 69 % pour le régiment, 74 % pour le bataillon, 79 % pour la compagnie de fusiliers-voltigeurs, 52 % pour la compagnie antichar et 36 % pour la compagnie de canons d'infanterie.
- 3e régiment de spahis algériens de reconnaissance (3e RSAR) : colonel Bonjour ;
- 7e régiment de chasseurs d'Afrique (7e RCA): colonel Van Hecke.

Les deux régiments comprennent entre 900 et 1 000 hommes dont d'environ 15 % de Maghrébins et 85 % d'Européens.
- 67e régiment d'artillerie d'Afrique (67e RAA) ;
- 37e groupe de FTA (forces terrestres antiaériennes).

Un régiment d'artillerie comprend un peu plus de 2 000 hommes dont près de 40 % de Maghrébins.
- 83e bataillon du génie (83e BG), commandé par le Chef de Bataillon Jacques Colin.
- 3e bataillon médical ;
- 3e compagnie de réparation divisionnaire (3e CRD), commandée par le capitaine René Mathieu, puis Robert Brulebois ;
- Compagnie mixte de transmission 83/84 chef de bataillon René Mettavant[6].

#### Campagne de Tunisie (1942-1943)
La 3e division d'infanterie algérienne a pour origine la division de marche de Constantine du général Welvert, mort au champ d'honneur en Tunisie le 10 avril 1943. Elle participe, de novembre 1942 à mai 1943, à la reconquête de la Tunisie sur les Allemands et les Italiens.

#### Campagne d'Italie (1943-1944)
Créée le 1er mai 1943 à Constantine et placée sous les ordres du  général Goislard de Monsabert, la 3e DIA débarque en Italie en décembre 1943.
Au sein du corps expéditionnaire français en Italie, commandé par le futur  maréchal Juin, la 3e DIA s'empare le 25 janvier de la position forte du Belvédère. En attirant sur elle le gros des réserves allemandes, elle permet le développement de la manœuvre d'Anzio, et celle de l'Armée américaine sur le promontoire de Cassino. À propos de ce fait d'armes, et notamment du 4e RTT qui perd au cours de cette bataille la moitié de ses effectifs et son chef le colonel Roux, le Maréchal Juin écrit dans ses mémoires : « Je ne sache pas, en effet, qu'il y ait dans les annales de l'armée française, au cours de toute son histoire, de faits d'armes plus éclatants, ni plus sillonnés d'éclairs que celui accompli par le 4e tunisiens au Belvédère. ». Selon le général Charles de Gaulle, lors de ces combats du Belvédère, « le 4e régiment de tirailleurs tunisiens accomplit un des faits d'armes les plus brillants de la guerre au prix de pertes énormes ».
En mai 1944, elle déborde Monte-Cassino où butent les Alliés depuis plusieurs mois et participe à l'enfoncement de la ligne Gustav au cours de la victoire du Garigliano.
Rome est prise le 4 juin 1944 et Sienne le 3 juillet 1944.
Au cours de cette campagne d'Italie, écrit Pierre Montagnon, « les tirailleurs de la 3e DIA, la division des trois croissants, écriront sur les pentes des Apennins quelques-unes des plus belles pages d'héroïsme de l'histoire de l'armée française. Ces enfants de la vieille Numidie que leur chef, le général de Montsabert, qualifie de par leur origine d'héritiers de la IIIe Augusta enlèveront le Monna Casale (1 395 mètres), le Monna Acqua Fondata (1 325 mètres), s'accrochent au Belvédère avant de forcer la ligne Gustav et de marcher sur Rome. ».

#### Campagnes de France et d'Allemagne (1944-1945)
Le 15 août 1944, la 3e DIA débarque en Provence, plage de La Foux à Cogolin dans le Var, participe à la libération de Toulon et de Marseille, puis se lance à la poursuite de l'armée allemande dans la vallée du Rhône.
En septembre-octobre 1944, elle arrive au pied des Vosges. Le 3 octobre 1944, sous les ordres du général Guillaume, elle monte à l'assaut d'un ennemi nombreux solidement installé sur les hauts, entre Moselle et Moselotte et l'anéantit après cinq jours de combats, notamment au col du Broché et à la Vrille; le 9 septembre, elle franchit la Moselotte, après avoir enlevé les villages de Bamont, Saulxures, puis enlève les hauteurs Nord. Elle progresse ensuite vers Cornimont, qu'elle enlève le 15 octobre repoussant à la Tête des Cerfs, à la Piquante Pierre, au Rondfaing, à la Chapechatte, toutes les contre-attaques lancées par les Allemands, qui engageaient tous leurs renforts. En vingt jours, la 3e DIA a avancé de plus de 15 km et a obligé les Allemands à dégarnir les secteurs de Belfort et de Gérardmer et à faire venir leurs réserves d'Allemagne. Elle a anéanti au cours de ces opérations la valeur de dix bataillons ennemis.
Début novembre 1944 la division est engagée sur le Haut du Tot, la Forge et Rochesson afin de couvrir le Corps américain. Bousculant l'ennemi en retraite, elle prend Gérardmer, le Tholy, Château-Lambert, les cols de Bussang, du Bramont et d'Oderen.
En décembre 1944, elle concourt au premier assaut sur Colmar, dégageant le col du Bonhomme, s'emparant d'Orbey et des hauteurs du Worhof qui domine la capitale du Haut-Rhin, préparant ainsi la base de départ, à partir de laquelle l'armée française libérera l'Alsace.
Début janvier 1945, elle est appelée pour défendre Strasbourg menacée et repousse à Kilstett, un des derniers assaut allemands sur la ville.
Le 15 mars 1945, elle brise la résistance ennemie à Oberhoffen-sur-Moder, poursuit les Allemands puis s'empare de Lauterbourg. Elle traverse ensuite la Lauter, frontière franco-allemande pénétrant ainsi la première en Allemagne où elle enlève les premiers retranchements ennemis sur son sol. Le 31 mars 1945, en tête de la 1re armée française, elle franchit le Rhin par surprise dans la région de Spire. Renforcée des groupes de tabors marocains, elle rompt les môles de résistance de l'Heuchelberg (de) et du Stromberg et rejette les débris de la 47e division allemande au-delà du Neckar et de l'Enz, capturant 2 500 prisonniers.
Le 7 avril, débouchant de la tête de pont de l'Enz au Nord, s'infiltrant par le Nagold au sud, la 3e DIA encercle Pforzheim et y capture plus de 2 000 prisonniers.
Les campagnes d'Alsace et d'Allemagne s'achèvent par le triomphe de la 3e DIA à Stuttgart. Après avoir cisaillé les débris des 16e et 47e VGD dont la retraite se transforme en déroute, elle pénètre, le 22 avril, dans la ville et les agglomérations environnantes, dont elle s'empare victorieusement faisant plus de 18 000 prisonniers.
Le 1er mai, elle y défile devant le général de Lattre de Tassigny.
Remplacée par l'élément divisionnaire no 3 le 28 mars 1946, elle aura mérité quatre citations à l'ordre de l'armée.

#### Bilan des pertes
Lors de la Seconde Guerre mondiale, le total des pertes (« Morts pour la France ») subies par la 3e DIA entre novembre 1942 et mai 1945 est de 3 078 hommes tués (2 097 Maghrébins et 981 Européens) soit, ramené aux effectifs moyens de la division, un taux de tués de près de 20 %,, :
Pertes par campagne
| Nombre de tués par campagne     | Européens  | Maghrébins   | Total |
| Campagne de Tunisie (1942-1943) | 50         | 72           | 122   |
| Campagne d'Italie (1943-1944)   | 587        | 1 307        | 1 894 |
| Campagne de France (1944-1945)  | 292        | 599          | 891   |
| Campagne d'Allemagne (1945)     | 52         | 119          | 171   |
| Total (1942-1945)               | 981 (32 %) | 2 097 (68 %) | 3 078 |

Pertes par unité
| Nombre de tués par unité | Européens  | Maghrébins   | Total |
| 4e RTT                   | 225 (23 %) | 750 (77 %)   | 975   |
| 3e RTA                   | 197 (24 %) | 614 (76 %)   | 811   |
| 7e RTA                   | 195 (24 %) | 614 (76 %)   | 809   |
| 67e RAA                  | 96 (73 %)  | 36 (27 %)    | 132   |
| 7e RCA                   | 90 (86 %)  | 15 (14 %)    | 105   |
| 3e RSAR                  | 90 (87 %)  | 13 (13 %)    | 103   |
| 83e Génie                | 54 (72 %)  | 21 (28 %)    | 75    |
| Autres unités            | 34 (50 %)  | 34 (50 %)    | 68    |
| Total (1942-1945)        | 981 (32 %) | 2 097 (68 %) | 3 078 |

## Décorations
La division a été citée quatre fois à l'ordre de l'Armée au cours de la Seconde Guerre mondiale et ses régiments ont tous obtenu une fourragère récompensant au moins deux citations à l'ordre de l'Armée.
- Fourragère avec olive aux couleurs du ruban de la médaille militaire et de la Croix de guerre 1939-1945 (4-5 citations à l'ordre de l'Armée)
  - 3e régiment de tirailleurs algériens (4 citations)
  - 4e régiment de tirailleurs tunisiens (4 citations)

- Fourragère avec olive aux couleurs du ruban de la croix de guerre 1939-1945 (2-3 citations à l'ordre de l'Armée)
  - 7e régiment de tirailleurs algériens (3 citations)
  - 7e régiment de chasseurs d'Afrique (3 citations)
  - 3e régiment de spahis algériens de reconnaissance (3 citations)
  - 67e régiment d'artillerie d'Afrique (2 citations)
  - 83e bataillon du génie (2 citations)

## Personnalités ayant servi dans la3eDIA
Les trois généraux ayant commandé la 3e DIA, Welvert, de Montsabert et Guillaume, ont tous été élevés à la dignité de grand-croix de la Légion d'honneur, respectivement en 1943, 1945 et 1952.
- Aspirant Robert Séguin (1921-1944), père de Philippe Séguin (1943-2010)[15]
- Général Pierre Vincent
- Le préfet Mahdi Belhaddad
- Frédéric Jacques Temple

## Sources et bibliographie
- Pierre Ichac, Nous marchions vers la France (récit du correspondant de guerre de la Première Armée française, 3e DIA).
- Livre d'or de la 3e division d'infanterie algérienne, Imprimerie nationale, 1948
- Capitaine Heurgon, La Victoire sous le signe des trois croissants la vie, les peines et les gloires de la troisième division d'infanterie algérienne, P. Vrillon, 1946
- De Lattre de Tassigny, Histoire de la première armée française, Plon, 1949
- Paul Gaujac, Le Corps expéditionnaire français en Italie, Histoire et collections, 2003
- Collectif, La vie de la 3e compagnie de réparation divisionnaire : 15 mai 1943 - 8 mai 1945, 3e CRD, 1945, 98 p.